# Александр Михайлович (князь владимирский)
Алекса́ндр Миха́йлович (7 октября 1301 — 28 октября 1339) — князь Тверской (1326—1327; 1338—1339) и великий князь Владимирский (1326—1327). Сын Михаила Ярославича Святого и Анны Кашинской, брат Дмитрия Грозные Очи, Константина и Василия Михайловичей. При нём случилось тверское восстание против Щелкана (1327). Убит в Орде вместе с сыном Фёдором.

## До восшествия на владимирский престол
В 1318 году Великий князь Тверской Михаил Ярославич, отправляясь в Орду, разделил свою вотчину между Александром и его старшим братом, Дмитрием Грозные Очи. Дмитрий и Александр уговаривали его не ездить, вызывались сами ехать вместо него, но Михаил их не послушал.
После смерти отца, казнённого в Орде, Александр в 1320 году ездил во Владимир и заключил мир по всей воле московского князя Юрия Даниловича. Только после этого Юрий отдал им тело отца для погребения, попросив взамен останки скончавшейся в тверском плену своей жены Агафьи-Кончаки.
Первые годы правления Александра Михайловича прошли в борьбе с Юрием Даниловичем; Александр Михайлович был верным союзником и помощником своего брата. В 1322 году хан Узбек, разгневавшись на Юрия за то, что тот, собрав дань с Тверского княжества, оставил её у себя, сделал великим князем Владимирским Дмитрия Грозные Очи. Юрий был вызван в Орду и по дороге, на реке Урдоме, Александр на него напал. Юрию едва удалось сбежать и скрыться в Пскове, но его обоз и казна были захвачены.
В 1323 Дмитрий и Юрий находились в Орде в ожидании ханского суда. Туда же прибыл и Александр. Здесь 21 ноября 1325 года Дмитрий Тверской в гневе убил Юрия Московского при встрече.

## Первое тверское княжение (1326—1327)
Вместе с Дмитрием Александр ждал решение его судьбы в Орде. Уже казалось, что Узбек помилует Дмитрия, и Александр вместе с ханскими пошлинниками уехал из Орды. Однако 15 сентября 1326 года Дмитрий Грозные Очи был казнён. Узбек-хан, несмотря на это, отдал ярлык на великокняжеское правление в Тверь. Старшим в роду тверских князей был Александр Михайлович.
Александр также стал новгородским князем. В договорной грамоте начала 1327 года новгородцы пишут, что уступают ему сёла, купленные им или его боярами, если его люди не будут вмешиваться в судные дела других волостей и принимать на свою землю вольных жителей. Согласно договору, основная власть находилась у новгородского посадника, без которого князь ничего не мог сделать.

### Тверское восстание 1327 года
Поначалу всё складывалось благополучно, но в конце лета 1327 года в Тверь с большой свитой приехал ханский посол Шевкал (Чолхан или Щелкан), двоюродный брат Узбека. Он поселился в княжеском дворце, выгнав оттуда Александра, после чего «сотворил великое гонение на христиан — насилие, грабёж, избиение и поругание». Пошёл даже слух (сам по себе фантастический, но характерный для умонастроения), будто Щелкан собирался перебить князей и самому сесть на тверском престоле, а русский народ обратить в ислам; якобы, это должно было случиться на праздник Успения. Согласно летописному рассказу, тверичи обращались к Александру, предлагая расправиться с татарами, но тот уговаривал их «терпеть».
Однако 15 августа спонтанно вспыхнуло восстание, начавшееся с попытки татар из свиты Чолхана отнять кобылу у некоего дьякона Дудко; возмущённый народ вступился за дьякона, после чего кинулся громить татар по всему городу. Чолхан со свитой пытался защищаться в своей резиденции, княжеском дворце — и был сожжён заживо вместе с дворцом; были перебиты все татары, находившиеся в Твери, включая «бесермен» — ордынских купцов. Тверские летописи указывают именно на спонтанный характер восстания и не дают никакого повода говорить о каком-то участии князя в его организации, хотя некоторые летописи (за пределами Твери) выставляют Александра инициатором восстания. По мнению многих историков, Александр инициатором явно самоубийственного восстания быть не мог. Тем не менее он, вероятно сочувствуя настроениям народа, не предпринял мер для успокоения восставших.

### Карательная экспедиция против Твери
Хан Узбек немедленно организовал карательную экспедицию против Твери. Он призвал к себе Ивана Калиту, московского князя — давнего соперника Твери в борьбе за владимирский великокняжеский стол. Узбек обещал сделать Ивана великим князем, дал ему 50 000 воинов под началом пяти темников и велел идти на Александра Михайловича. К этому войску присоединились ещё силы Александра Васильевича Суздальского. На Руси этот поход стал известен как «Федорчукова рать», по имени татарского командующего Федорчука (христианина).
Александр Михайлович хотел бежать из Твери в Новгород, но туда уже ехали московские наместники. Видя, что Иван Калита приближается к Твери, Александр Михайлович уехал во Псков, а его братья Константин и Василий — в Ладогу. Русская земля осталась без защиты:

Началось бедствие. Тверь, Кашин, Торжок были взяты, опустошены со всеми пригородами; жители истреблены огнём и мечем, другие отведены в неволю. Самые Новогородцы едва спаслися от хищности Моголов, дав их послам 1000 рублей и щедро одарив всех Воевод Узбековых…
Александр Васильевич стал владимирским князем, Иван Данилович — новгородским, Константин Михайлович — тверским. Александра же было велено искать по всей русской земле.

## В изгнании
Во Пскове Александра Михайловича любили, но сил для борьбы за престол у псковичей не доставало. Более того, Новгород мог в случае восстания усмирить непокорный город и присоединить его обратно к себе. Александру покровительствовал литовский князь Гедимин, но и он опасался связываться с ханом. И вот в 1328 году во Псков явились послы от князей московского, тверского, суздальского и от новгородцев, архиепископ Моисей и тысяцкий Аврам Олферьевич, уговаривать Александра ехать в Орду к Узбеку. Послы говорили от имени своих князей:

«Царь Узбек всем нам велел искать тебя и прислать к нему в Орду; ступай к нему, чтоб нам всем не пострадать от него из-за тебя одного; лучше тебе за всех пострадать, чем после всем из-за одного тебя испустошить всю землю»
Александр отвечал:

«Точно, мне следует с терпением и любовью за всех страдать и не мстить за себя лукавым крамольникам; но и вам недурно было бы друг за друга и брат за брата стоять и татарам не выдавать и всем вместе противиться им, защищать Русскую землю и православное христианство»
Александр хотел ехать в Орду, но псковичи не допустили его, говоря:

«Не езди, господин, в Орду; что б с тобой не случилось, умрем, господин, с тобою на одном месте»
В 1329 году Калита, выступивший против псковичей, придумал уговорить митрополита Феогноста проклясть и отлучить от церкви князя Александра и весь Псков, если они не исполнят требование князей. Средство подействовало, и Александр сказал псковичам:
«Братья мои и друзья мои, не будет на вас проклятия ради меня; еду вон из вашего города и снимаю с себя крестное целование, только целуйте крест, что не выдадите княгини моей»
Псковичи целовали крест и отпустили Александра в Литву, хотя очень горьки были им его проводы: тогда, говорит летописец, «была во Пскове мука и печаль и молва многая по князе Александре, который добротой и любовью своею пришёлся по сердцу псковичам». Свою жену он оставил во Пскове.
Узнав, что Александр уехал, Калита заключил с псковичами вечный мир «по старине, по отчине и по дедине», после чего митрополит Феогност с новгородским владыкой благословили посадника и весь Псков.
В Литве Александр Михайлович был хорошо принят Гедимином, который обещал ему защиту, и прожил там полтора года. Когда же опасность миновала, возвратился к жене во Псков, жители которого приняли его с честью и посадили у себя на княжение.
При князе Александре Михайловиче в 1330 году псковичи с изборянами построили город Избореск на Жеравьей горе, а также городские каменные стены и вырыли рвы под городом. Псковичи даже выбрали своего епископа, некоего Арсения, и отправили его на утверждение к митрополиту, бывшему тогда на Волыни. Утвердить Арсения епископом Псковским Феогноста убеждали и Гедимин, и Александр Михайлович. Однако тот не пошёл им навстречу, не став делить епархии и утвердив архиепископом Новгородским и Псковским Василия Калику.
В 1333 году поссорившиеся с Иваном Калитой новгородцы стали искать союза с Александром. В Псков приезжал архиепископ Василий с клиросом, благословил народ и крестил сына Александра Михаила. Это был первый за 7 лет визит архиепископа Новгородского к псковичам. Однако в следующем году новгородцы помирились с Калитой и составили союз против Александра и Пскова. В 1337 году, однако, новгородцы снова поссорились с великим князем, и он снова стал разорять их земли. Архиепископ Василий, не найдя на этот раз у псковичей поддержки, объявил городу проклятие, как ранее митрополит Феогност.

## Второе тверское княжение (1338—1339)
Живя во Пскове, Александр тосковал по своей родной Твери. По словам летописи, Александр рассуждал так: «Если умру здесь, то что будет с детьми моими? Все знают, что я выбежал из княжения моего и умер на чужбине: так дети мои будут лишены своего княжества».
В 1336 году Александр послал в Орду сына Фёдора: узнать, нельзя ли как-нибудь умилостивить хана. Фёдор вернулся из Орды с татарским послом на Русь. Хан простил Александра, и тот, заочно взяв благословение митрополита, решил лично ехать к Узбеку. Он отправился туда с боярами.
«Царь верховный! — сказал он Хану с видом покорности, но без робости и малодушия: — я заслужил гнев твой и вручаю тебе мою судьбу. Действуй по внушению Неба и собственного сердца. Милуй или казни: в первом случае прославлю Бога и твою милость. Хочешь ли головы моей? Она пред тобою»… «Я сделал много тебе зла, — сказал он хану, — но теперь пришел принять от тебя смерть или жизнь, будучи готов на все, что Бог возвестит тебе». Узбек сказал на это окружающим: «Князь Александр смиренною мудростию избавил себя от смерти» — и повелел ему занять тверской стол. Князь Константин Михайлович волей или неволей уступил княжество старшему брату.
Узбек помиловал его и вернул Александру тверское княжение. Константин Михайлович не противился воле хана: она соответствовала «лествичному» принципу наследования и приветствовалась тверичами. Вскоре к Александру приехала жена с детьми из Пскова. Все они надеялись вновь возвеличить Тверское княжество.
В то же время Василий Ярославский, видя новый подъём Твери, обратился к Александру за защитой от Ивана Калиты, самовластвовавшего на множестве территорий, не принадлежавших Москве. Тогда же тверские бояре, недовольные новым правителем, переехали к Ивану.
Московский князь решил действовать не силой, но убеждением. Вместе с двумя своими сыновьями Симеоном и Иваном он поехал к Узбеку и полностью овладел его доверием. Иван Калита очернил тверского князя перед ханом, описав его как убеждённого противника татар. Узбек немедленно позвал к себе Александра Михайловича, Василия Ярославского и других удельных князей, обещая им большие милости. Калита же поспешно отбыл в Москву.
Александр отнёсся к призыву хана с подозрением и решил наперёд отправить в Орду сына Фёдора, но вскоре он получил вторичное приглашение и вынужден был поехать туда сам. Вместе с ним поехали Роман Михайлович Белозерский и Василий Давыдович Ярославский. Когда Александр сел в ладью, погода резко испортилась, зашумел ветер, и гребцы едва могли одолеть стремление волн, которые несли их назад к берегу. Это было воспринято людьми как плохое предзнаменование.
Зная, что Василий Ярославский будет на него жаловаться, Иван Калита отправил отряд в 500 воинов перехватить его на пути, но тот отразил их.
В Орде Александр встретил своего сына Фёдора, отговаривавшего его идти к хану, но всё же, несмотря на эти уговоры, с богатыми дарами отправился к Узбеку. Их приняли с мрачным безмолвием. Прошёл целый месяц ожидания. Некоторые приближённые к Узбеку татары, в том числе и его жена, заступались за Александра. Наконец, в Орду прибыли сыновья Ивана Калиты, что и разрешило сомнения хана: Узбек объявил, что Александр должен умереть.
В день казни Александр встал рано, помолился и, видя, что время проходит, послал к ханше за вестями, сел на коня и поехал по знакомым узнать о своей участи, но везде был один ответ, что она решена, что он должен ждать в этот день смерти. Дома встретил его посол от ханши с той же вестью. Александр стал прощаться с сыном и боярами, сделал распоряжение насчет своего княжества, исповедовался.
Его казнили вместе с Фёдором:
…узнав же, что казнь его неминуема, Александр Михайлович возвратился домой, вместе с сыном причастился Святых Таин, обнял верных слуг и бодро вышел навстречу к убийцам, которые, отрубив голову ему и юному Феодору, розняли их по составам…
Растерзанные тела их были привезены во Владимир, где их отпел митрополит Феогност, а затем погребены в Твери, в церкви Святого Спаса.
Иван Калита распространил своё влияние и на тверское княжество, в котором снова стал править Константин Михайлович. Тверичи в знак своего повиновения отослали в Москву большой соборный колокол.

## Брак и дети
Жена: Анастасия (в иночестве София). Дочь неизвестного отца. В 1320 году вышла замуж за Александра Михайловича. В 1346 году поссорилась со своим деверем великим тверским князем Константином Михайловичем. В 1358 году поминается уже инокиней бывшего в Твери Софийского монастыря. Умерла там же в 1363 году. Её тело было погребено в тверском Спасо-Преображенском соборе. 
Дети:
- Лев (1320—1322).
- Фёдор (до 1327—1339), казнён в Орде вместе с отцом.
- Всеволод (около 1328—1364), князь холмский (1339—1349), великий князь тверской (1346—1349).
- Андрей (?—1364/5), князь зубцовский. Умер с женой Евдокией от чумы.
- Владимир (?—1364/5), место княжения неизвестно.
- Михаил (1333—1399), князь микулинский (1338—1399), великий князь тверской (1368—1399).
- Мария (?—1399), третья жена великого князя Симеона Гордого, завещавшего ей свой удел.
- Ульяна (?—1391/2), вторая жена великого князя литовского Ольгерда, мать Ягайло.

Княгиня Анастасия (мать), князья Всеволод, Андрей и Владимир умерли в 1364—1365 годах от чумы, уничтожившей значительную часть тверского княжеского дома.

## В культуре
Александр Михайлович действует в романах Дмитрия Балашова «Великий стол» и «Бремя власти» из цикла «Государи Московские».